# 植物ウイルス

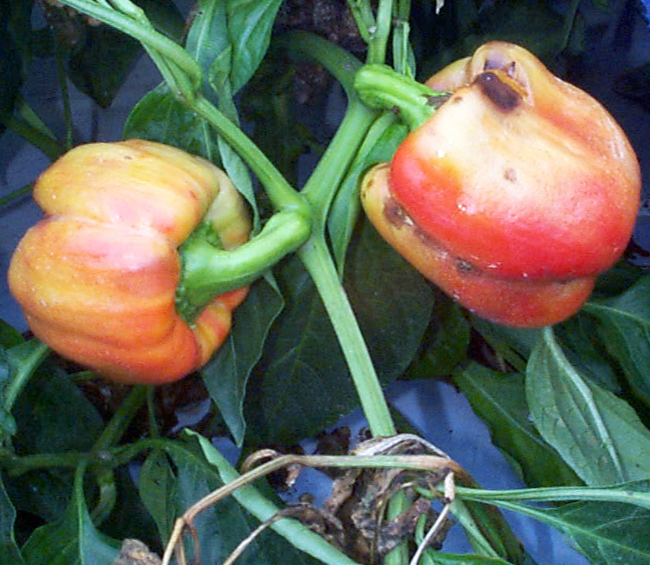
トウガラシマイルドモットルウイルス（PMMoV）

植物ウイルス（しょくぶつウイルス、英: plant virus）とは植物に感染するウイルスのことである。他のすべてのウイルス同様、植物ウイルスは偏性細胞内寄生体、すなわち宿主なしで増殖するための分子機構をもたない寄生体である。植物ウイルスは高等植物に対する病原となる。この記事はすべての植物ウイルスを一覧にすることは意図しておらず、いくつかの重要なウイルスとそれらの植物分子生物学における用途について記述している。

## 概説
植物ウイルスは動物ウイルスほど良く理解されてはいないが、一つの植物ウイルスは象徴的なものになっている。初めてウイルスとして発見されたのがタバコモザイクウイルス(TMV)である（以下参照）。このウイルスを含め植物ウイルスは世界の年間作物収穫高において推定US600億ドルの損失の原因となっている。植物ウイルスは73の属と49の科に分類される。しかしながら、これらの数字は栽培植物にのみ関係するものであり、これはすべての植物種のうちほんの一部のみを代表するに過ぎない。野生植物に感染するウイルスに対する研究は未だ乏しいが、野生植物とウイルスの間のそのような相互作用が宿主の病気を引き起こすようには見えない、ということをほとんど圧倒的多数にある研究が示している。
ある植物から他の植物へ、またはある植物細胞から他の植物細胞へ移動するために、植物ウイルスは動物ウイルスとは大抵の場合違う戦略を取らなければならない。植物は動かないため、植物から植物への伝染はたいてい昆虫などの病原菌媒介生物を必要とする。植物細胞は硬い細胞壁に囲まれているため、原形質連絡を介した輸送がウイルス粒子が植物細胞の間を移動するための経路として好まれている。おそらく植物は原形質連絡を通してmRNAを運ぶ仕組みに特化していて、これらの仕組みは、細胞から細胞へ広がっていくためにRNAウイルスによって使われていたと考えられている。
ウイルス感染に対する植物の防御は、他の手段に加えてdsRNAに応じてsiRNAを使用することを含んでいる。たいていの植物ウイルスはこの反応を抑えるためのタンパク質をコードする。植物は損傷を踏まえて原形質連絡を通した輸送をも抑制する。

## 歴史
病気を引き起こす植物ウイルスの発見はしばしば、アドルフ・エドゥアルト・マイヤーによるものだとされる。彼はオランダで働きながら、タバコの葉から得られたタバコモザイク病の樹液が健康な植物に注入された時にタバコモザイク病の症候を生み出す、ということを明らかにした。しかしながら樹液を加熱したとき、樹液のもつ感染症は損なわれた。そこで彼は原因である病原体は細菌だと考えた。けれども彼は多くの細菌をより広く注入してみたものの、モザイクの症候を発病させることに失敗した。
1898年にオランダの工科大学で微生物学の教授をしていたマルティヌス・ベイエリンクはウイルスは微小なものだという考えを述べ、また「モザイク病」はシャンベラン濾過器を通してもなお伝染性のままであることを明らかにした。細菌の微生物ならば濾過器によって分離という点で、このことは微生物と対照的である。ベイエリンクが伝染性の濾液を"contagium vivum fluidum"として言及した。このようにして"virus"という新語が生まれたのである。
ウイルスという概念の最初の発見以降、顕微鏡による観察が無益なものだとわかったとはいっても、他の知られているすべての伝染型のウイルスの病気を明らかにする必要が出てきた。1939年、ホームズ (Francis Oliver Holmes) が129の植物ウイルスの分類表を発表した。これは拡張され、1999年には、植物ウイルスは977の正式に認められたものといくつかの暫定的なものとに分類された。
TMVの浄化（結晶化）はウェンデル・スタンリーによって初めて行われた。彼はRNAが伝染性の物質であるということをはっきりさせることはなかったが、1935年に自身の発見を出版した。しかしながら、彼はノーベル化学賞を1946年に受賞した。1950年代に二つの研究室が同時に発見した事実によってTMVの浄化されたRNAが伝染性であることが示され、この発見が議論を強化することとなった。そのRNAが新しい伝染性の粒子の生産のためのコードをするための遺伝情報を運ぶ。
もっと最近のウイルス研究では、ウイルスがどのようにして増殖し、移動し、植物に感染するのかをはっきりさせることに対して特別な興味が持たれている。この研究において、遺伝学と植物ウイルスのゲノムの分子生物学を理解することに焦点が当てられている。ウイルス遺伝学とタンパク質の機能を理解することは、バイオテクノロジーを利用する会社による商業利用の可能性を模索するために使われてきた。特に、ウイルスの起源となった配列は、抵抗の新しい形態を理解するために使われてきた。人間が植物ウイルスを操ることを可能にする技術における最近の発達は、植物に含まれる付加価値のあるタンパク質の生産に対して、新たな戦略を与え得る。

## 構造
ウイルスは極めて小さく、電子顕微鏡を通してはじめて観察し得る。ウイルスの構造はウイルスのゲノムを囲む、タンパク質の外皮によって出来上がっている。ウイルスの粒子の集まりは自発的に発生する。
知られている植物ウイルスの50%以上が桿状（屈曲していて硬い棒のような形状）である。粒子の長さは通常ゲノムに依存するが、たいていは長さ300~500nm直径15~20nmである。円盤を形作る円の円周付近にタンパク質のサブユニットが置かれる。ウイルスのゲノムの存在において円盤は積み重なり、中央に核酸のゲノムの余地を残しつつ、管状になる。。
植物ウイルスの間で最も共通しているもう一つの構造は粒子が等大であることだ。それらの直径は25〜50ナノメートルである。外皮タンパク質がただ1つのみの場合は、基本構造が60のTサブユニット（Tは整数）で構成されている。正二十面体の形をした粒子を形作ることに関わる2つの外皮タンパク質をもつウイルスも存在する。
ジェミニウイルス科は、1つに詰め込まれた2つの等大の粒子のような双生の粒子をもっていて、これには3つの属がある。
それらの外皮タンパク質に加えて、脂質のエンベロープを持っている植物ウイルスも稀に存在する。これは、ウイルスの粒子が細胞から分離して作られるときに、植物細胞膜から派生して生まれる。

## 植物ウイルスの伝染

### 樹液を通して
ウイルスは、傷ついた植物と健康な植物の接触による樹液の直接的な移動によって伝染していくことができる。道具や手によるダメージ、自然に受けたダメージ、あるいは動物が植物を常食することなどによって傷ついた植物と、健康な植物との接触は、農作業の間に起こりうる。一般的に、タバコモザイクウイルス(TMV)とジャガイモウイルスとキュウリモザイクウイルス(CMV)は樹液を通して伝染する。

### 昆虫
植物ウイルスは病原体媒介生物によって伝染する必要があり、これはたいていの場合ヨコバイやアブラムシ）、感染植物との接触した人・農機具・刃物によっておきるヨコバイなどの虫である。ウイルスの種類の一つであるラブドウイルス科は、実は植物の中で増殖するように進化した昆虫ウイルスであるということが提唱されている。植物ウイルスの病原菌媒介生物として選ばれる昆虫が、しばしばそのウイルスの宿主となる対象の範囲がどのようになるかを左右する要素となる。病原菌媒介生物としての昆虫が常食とする植物にしか感染することはできない。これは旧大陸のコナジラミ科が、新しい宿主に多くの植物ウイルスを移した場所であるアメリカ合衆国にまで活動範囲を広げたことに、示されていた。それらが伝染する方法次第で植物ウイルスは非持続性型、半持続性型、持続性型に分類される。非持続性伝染の場合、ウイルスは昆虫の穿刺のための針の先端に付着し、その昆虫が常食とする次の植物に、その昆虫がその植物にウイルスを注入することで移動する。半持続性ウイルス伝染はウイルスが前腸に入り込むことを必要とする。腸を通して血リンパに入り込み、唾液腺にまで至るようなウイルスは持続性のものとして知られている。持続性ウイルスには二つの下位分類が存在する。すなわち増殖型と循環型である。増殖型のウイルスは植物と昆虫の両方において増殖することができるが、一方循環型にはそれができない（増殖型のウイルスはもともと昆虫ウイルスだったのかもしれない）。循環型ウイルスは細菌性の共生生物によって生み出され、タンパク質シャペロンであるシンビオニンによってアブラムシの中で守られている。多くの植物ウイルスはそれらのゲノムのうちで昆虫による伝染にとって極めて重要な領域に関するポリペプチドをコードする。非持続性、半持続性ウイルスの場合、これらの領域は外皮タンパク質やヘルパー成分として知られる他のタンパク質にある。昆虫を媒介としたウイルスの伝染においてこれらのタンパク質がどのように助けとなるのかを説明するために架け橋となる仮説が提唱された。ヘルパー成分が外皮タンパク質の特定の領域に結合し、昆虫の口器にまで至るのである――架け橋を作るように。トマト黄化えそウイルス（TSWV）のような持続性増殖型ウイルスにおいて、しばしば植物ウイルスの他の分類には見られないタンパク質を覆う脂質の外皮がある。TSWVの場合、二つのウイルスのタンパク質はこの脂質外皮において発現される。それらウイルスがこれらのタンパク質を通して結合し、受容体を媒介とした細胞内取り込み作用によって昆虫の細胞に入り込む、ということが提唱されている。

### 線虫
土壌を媒介した線虫もウイルスの伝染をすることが示されている。それらは感染した根を常食とすることでウイルスを獲得し、伝染させる。ウイルスの伝染の持続性はまちまちだが、ウイルスが線虫の中で増殖することができるという証拠はない。ウイルス粒子は他の植物に感染するために、線虫が感染された植物を常食としているとき、器官に穿刺するための針、あるいは腸に付着し、その後付着した線虫が植物を食べるときに解離することができ。線虫によって伝染され得るウイルスの例として、タバコ輪点ウイルス、タバコ茎えそウイルスなどがある。

### ネコブカビ類
多くのウイルスの属は、持続性、非持続性を問わず、土壌を媒介とする遊走子をもつ原生動物によって伝染する。これらの原生動物はそれ自体植物病原性のものではないが、寄生性のものである。そのウイルスの伝染は植物の根と関連付けられたときに起こる。例えば、ポリミキサ・グラミニスやポリミキサ・ベタエが挙げられる。前者は穀物における植物ウイルスによる病気を伝染させることが示され、後者はビートえそ性葉脈黄化ウイルス(BNYVV)を伝染させる。ネコブカビ類も他のウイルスがそこを通して侵入できるような傷を植物の根に作る。

### 種と花粉を媒介とするウイルス
植物ウイルスの世代間の伝染は約20%の植物ウイルスにおいて起こる。ウイルスが種によって伝染するとき、種は雄原細胞で感染し、そのウイルスは生殖細胞や、しばしばとは言えないまでも時折、種皮の中で維持される。好ましくない天候のような状況によって植物の成長や発達が遅れたとき、種におけるウイルス感染の量は増加する。また、植物における種の位置と感染する見込みとの間には相関関係はないように思われる。種を媒介とした植物ウイルスの伝染が環境に影響を受けるということと、種子伝染は胚珠を媒介とした胚嚢への直接的な侵略によって、あるいは感染した配偶子によって仲介された胚嚢への攻撃を含んだ間接的なやり方によって発生する、ということが知られているが、種を媒介とした植物ウイルスの伝染において伴う仕組みはほとんど知られていない。これらの過程は宿主の植物次第で同時に起こることもあれば、別々に起こることもある。ウイルスがどのように直接的に胚嚢を侵略し、胚珠における親子間の境界線を越えていくのかは知られていない。マメ科、ナス科、キク科、バラ科、ウリ科、イネ科に限らず、多くの植物種が種を通して感染し得る。インゲンマメモザイク病（BCMV）は種を通して伝染する。

### 植物から人間への直接伝染
フランスのマルセイユにある地中海大学からの研究者たちは、ピーマンのたぐいに共通のウイルスであるトウガラシマイルドモットルウイルス(PMMoV)が人間に伝染し得る、という証拠を希薄ながら発見した。これは滅多にないことであり、他にほとんど類をみない。

## 関連人物
- 四方英四郎